# اینترکنتیننتال آمستل هتل آمستردام
۵۲°۲۱′۳۶″ شمالی ۴°۵۴′۱۸٫۵″ شرقی / ۵۲٫۳۶۰۰۰°شمالی ۴٫۹۰۵۱۳۹°شرقی
اینترکنتیننتال آمستل هتل آمستردام (به انگلیسی: InterContinental Amstel Amsterdam) شعبه هتل اینترکنتیننتال در آمستردام هلند است. استریال، مجموعه هتلهای لوکس آمریکایی است که اکنون تحت مالکیت گروه هتل‌های اینترکنتیننتال قرار دارد. گروه هتل‌های اینترکنتیننتال در سال ۱۹۴۶ میلادی، به وسیله شرکت هواپیمایی بین‌المللی پان آمریکن تشکیل شد. گروه هتل‌های اینترکنتیننتال، مالک بیش از ۲۰۰ هتل با نام انحصاری «اینترکنتیننتال» در بیش از ۶۰ کشور جهان است.

## تاریخچه
معمولاً به عنوان هتل آمستل شناخته می‌شود، هتلی در آمستردام پایتخت هلند است و در ساحل شرقی رودخانه آمستل قرار دارد.
در سال ۲۰۰۷ این هتل تنها هتل هلند در لیست بهترین هتل‌های جهان بود و در رتبه ۹۰ قرار گرفت. هتل آمستل بخشی از هتل‌های زنجیره ای اینترکنتیننتال است. در سال ۲۰۰۶ این ساختمان به مورگان استنلی فروخته شد. در سال ۲۰۱۱ تاجر لبنانی توفیق ابوخاطر این هتل را خرید. در سال ۲۰۱۴ هتل توسط کاتارا هاسپیتالیتی که شرکت مستقر در قطر است خریداری شد، اما هنوز هم توسط گروه هتل‌های اینترکنتیننتال اداره می‌شود.